# Hvidovre (gemeente)
Hvidovre is een gemeente in de Deense regio Hoofdstad (Hovedstaden) en telt 52.964 inwoners (2017). Hvidovre werd bij de herindeling van 2007 niet samengevoegd, maar bleef een zelfstandige gemeente.

## Geboren
- Rasmus Marvits (1978), voetballer
- Thomas Kahlenberg (1983), voetballer
- Daniel Agger (1984), voetballer
- Kasper Lorentzen (1985), voetballer
- Morten Molle Rasmussen (1985), voetballer
- Danny Olsen (1985), voetballer
- Jannik Vestergaard (1993), voetballer
- Mohamed Daramy (2002), voetballer

Albertslund · Allerød · Ballerup · Bornholm · Brøndby · Dragør · Egedal · Fredensborg · Frederiksberg · Frederikssund · Furesø · Gentofte · Gladsaxe · Glostrup · Gribskov · Halsnæs · Helsingør · Herlev · Hillerød · Høje-Taastrup · Hørsholm · Hvidovre · Ishøj · København · Lyngby-Taarbæk · Rødovre · Rudersdal · Tårnby · Vallensbæk
- International Standard Name Identifier: 0000 0004 0414 0158
- MusicBrainz: 77123b75-6459-4e86-b50d-c276ee3c961e